# Носовка (Сновский район)
Носовка (укр. Носівка) — бывшее село в Щорском районе Черниговской области Украины. В 1992 году включено в состав города Сновска.

## История
Село упоминается в реестре 1732 года под название Носовые Млины в составе Синявской сотни Черниговского полка с поповским домом, церковью, школой и больницей. Из описания рек 1754 года известно село Носовка при плотине на реке Снов с церковью. Из описания Новгород-Северского наместничества 1781 года известно о монастырском селе Носовка с церковью, насчитывалось 41 сельский дом на реке Снов; за рекой была слобода Гвоздиковка. Согласно ревизии 1801 года в селе насчитывалось 84 ревизии (мужчины). В 1885 году в селе Носовка насчитывалось 325 жителей, 52 двора, церковь, постоялый дом, 2 мельницы. В 1897 году в селе Носовка Велико-Щимельской волости Городнянского уезда насчитывалось 94 двора и проживало 507 человек, была сельская церковь. Газета «Пролетарская правда» в 1930 году писала, что Николай Щорс был жителем села Носовка.
В 1986 году население села составляло 730 человек.
Решением Верховного Совета УССР № 2179-XII от 6 марта 1992 года село Носовка площадью 424 га было включено в черту города Щорс без сохранения статуса.

## География
Является северной периферийной частью города Сновск — на берегу реки Снов — между безымянным ручьём и рекой Бречь, которые впадают в Снов. Улицей Сновской сообщается Носовка с Сновском.

## Улицы
Лесная, Октябрьская, Соборная, Сосновая, Стельмаха, Суворова, Якуба Колоса, Ярослава Мудрого